# Kanton Fismes-Montagne de Reims
Kanton Fismes-Montagne de Reims is een kanton van het Franse departement Marne. Het kanton maakt deel uit van het arrondissement  Reims. Het heeft een oppervlakte van 345,91 km² en telt 26 311 inwoners in 2017, dat is een dichtheid van 76 inwoners/km².
Het kanton Fismes-Montagne de Reims werd opgericht bij decreet van 21 februari 2014 met uitwerking in maart 2015 en omvat volgende 53 gemeenten:
- Arcis-le-Ponsart
- Aubilly
- Baslieux-lès-Fismes
- Bouilly
- Bouleuse
- Bouvancourt
- Branscourt
- Breuil
- Châlons-sur-Vesle
- Chamery
- Chenay
- Coulommes-la-Montagne
- Courcelles-Sapicourt
- Courlandon
- Courmas
- Courtagnon
- Courville
- Crugny
- Écueil
- Faverolles-et-Coëmy
- Fismes
- Germigny
- Gueux
- Hourges
- Janvry
- Jonchery-sur-Vesle
- Jouy-lès-Reims
- Magneux
- Méry-Prémecy
- Les Mesneux
- Montigny-sur-Vesle
- Mont-sur-Courville
- Muizon
- Ormes
- Pargny-lès-Reims
- Pévy
- Prouilly
- Romain
- Rosnay
- Sacy
- Saint-Euphraise-et-Clairizet
- Saint-Gilles
- Savigny-sur-Ardres
- Sermiers
- Serzy-et-Prin
- Thillois
- Treslon
- Trigny
- Unchair
- Vandeuil
- Ventelay
- Ville-Dommange
- Vrigny